# Hegedűs Pál (vezérőrnagy)
Hegedűs Pál, németes névformája Paul von Hegedüs (1861. június 6. – 1944. november 10.) magyar királyi honvédtiszt, az Osztrák–Magyar Monarchia haderejében honvéd vezérőrnagy, 1920-tól magyar királyi honvéd altábornagy. 1921-ben a nyugat-magyarországi magyar paramilitáris erők egyik vezetője. A royalistákhoz csatlakozott, a királypuccs idején csapatait feleskette a visszatérő IV. Károly király hűségére. A budaörsi csatavesztés után letartóztatták. Horthy hadbíróság elé állíttatta és lefokoztatta.

## Élete

### Az első világháborúban
Katonai iskoláinak elvégzése után a Magyar Királyi Honvédség különböző lovassági alakulatainál szolgált. 1913. július 10-én ezredessé léptették elő. Az első világháború kitörésekor ezredesi rangban a 24. honvéd lovasdandár (HonvKBrig 24) kötelékébe tartozó kassai 5. huszárezred parancsnoka volt. A világháború második évében, 1915. június 24-én kinevezték a 24. honvéd lovasdandár parancsnokává, ennek élén vett részt a harcokban egészen 1918 február végéig. Közben 1917. június 15-én (május 1-jei parancsban) vezérőrnaggyá léptették elő.
1918. január 18-án átvette a 11. honvéd lovashadosztály (k.u. Honv.KD) parancsnokságát Jamniki Jóny László vezérőrnagytól, e tisztségében maradt a háború végéig, 1918. november 18-áig.

### A világháború után
A Monarchia széthullása után hazatért Magyarországra. Mint konzervatív és királyhű tábornok, Károlyi Mihály kormányzása alatt nem vállalt beosztást. Kun Béla hatalomra jutása után elrejtőzött, hogy elkerülje a bolsevik terrorszervezetek (Lenin-fiúk) megtorló intézkedéseit.
A Magyar Tanácsköztársaság bukása, és a román megszállók Budapestről való kivonulása után Hegedűs csatlakozott Horthy Miklós fővezér Nemzeti Hadseregéhez. 1919. december 6-án kinevezték a 6. katonai kerület parancsnokává. Horthy kormányzó 1920 augusztusában altábornaggyá léptette elő.
1921 februárjában átadta korábbi parancsnoki beosztását, és átvette a 3. katonai körzet parancsnokságát Nyugat-Magyarországon. Erőteljesen támogatta a Nyugat-Dunántúl elcsatolását ellenző és Sopron megvédelmezésére készülő politikai és katonai csoportokat, akiket a magyar haderőből delegált konzervatív és royalista tisztek irányítottak. 
1921. október 3-án Sopronban aláírták a Nyugat-Magyarország átadásáról szóló jegyzőkönyveket R.G. Gorton brit, Jules-Camille Hamelin francia tábornok, a budapesti francia katonai misszió vezetője, Carlo Antonio Ferrario olasz és Hegedűs Pál magyar tábornok jelenlétében.
Néhány nappal később IV. Károly király másodszor tett kísérletet a Magyar Királyság trónjának visszaszerzésére. Szombathelyre érkezett, ahol a hozzá hű csapatok és politikusok fogadták. A legitimista főtisztek közül elsőnek Hegedűs altábornagy jelentkezett a visszatért uralkodónál. Sopronban állomásozó csapataival együtt ő maga is felesküdött a király hűségére. IV. Károly őt nevezte ki a Magyar Királyi Haderő főparancsnokává. A haditerv szerint Budapestre akartak vonulni, a lojális csapattestek támogatásával. A puccskísérlet kudarccal végződött. Az 1921. október 23-án és 24-én lezajlott budaörsi csatában a Horthyhoz hű Nagy Pál altábornagy által irányított csapategységek (köztük az egyetemi zászlóalj) visszaverték a legitimisták támadását. Hegedűs tábornokot a magyar kormány haditörvényszék elé állította. Lefokozták, megfosztották minden katonai rangjától és címétől, és visszavonták tőle a két évtizednyi katonai szolgálata alatt kapott kitüntetéseket is.
1922. január 1-jén, a Sopron visszacsatolásáról szóló jegyzőkönyvek aláírásánál magyar részről már nem ő volt jelen, Guilleaume Árpád honvéd tábornok helyettesítette.
Ezután visszavonultan élt, 1944. november 10-én halt meg.

## Külső hivatkozások
- Hegedűs Pál rövid életrajza, Geocities/archive.org (angol nyelven). [2004. szeptember 10-i dátummal az [ eredetiből] archiválva]. (Hozzáférés: 2009. augusztus 25.)
- Cs. és kir. vezérőrnagyok listája A–H-ig
- Egy katonatiszt naplója (Részlet Lehár Antal emlékirataiból (Erinnerungen: Gegenrevolution und Restaurationsversuche in Ungarn 1918-1921), Tankönyvtár honlap)
- Cs. és kir. lovashadosztályok és parancsnokaik, 1914–18 Archiválva 2019. december 7-i dátummal a Wayback Machine-ben
- A Magyar Királyi Honvédség és Csendőrség névkönyve, 1917
- A Magyar Királyi Honvédség és Csendőrség névkönyve, 1918